# Vận chuyển động vật

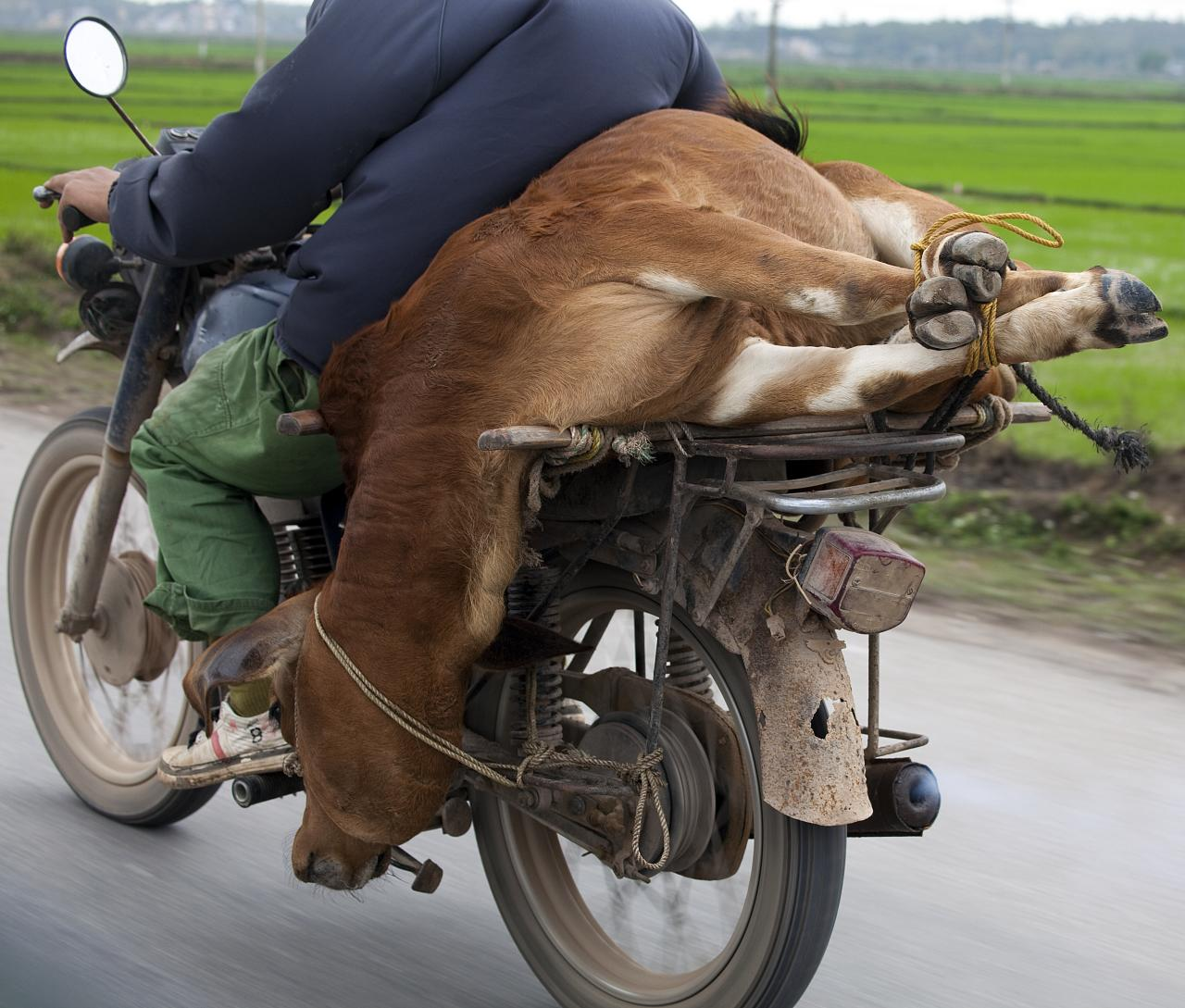
Vận chuyển bò bằng xe máy qua biên giới Việt Nam-Campuchia

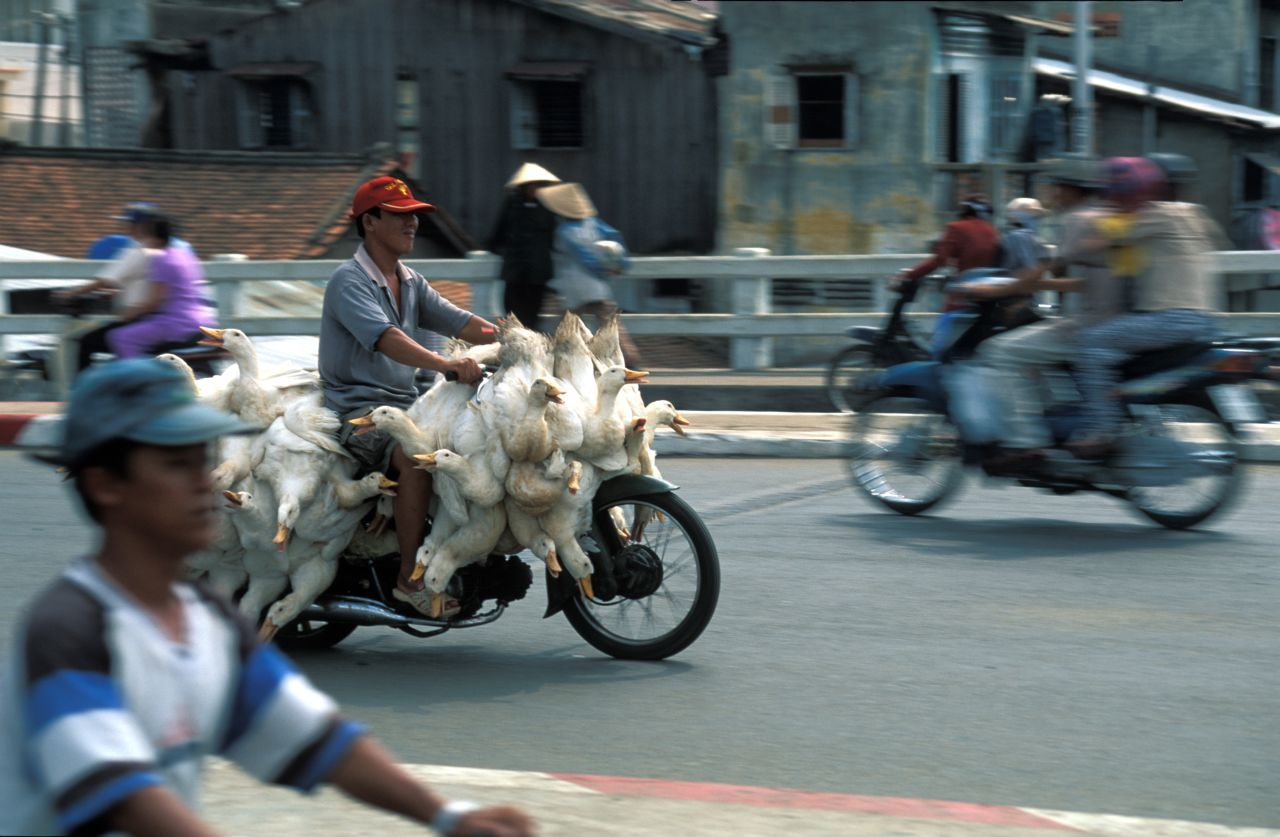
Chuyên chở gia cầm bằng xe máy ở Thành phố Hồ Chí Minh

Vận chuyển động vật (Transportation of animals) hay vận chuyển vật nuôi (Livestock transportation) hay chuyên chở vật nuôi (Livestock carrier) là sự di chuyển có chủ đích của động vật, vật nuôi bằng các phương tiện giao thông. Vận chuyển vật nuôi thực tế là việc di chuyển vật nuôi bằng đường thủy (đường sông, đường biển), đường sắt, đường bộ hoặc đường hàng không. Các loại động vật, vật nuôi được vận chuyển phổ biến bao gồm động vật thông thường là súc vật (gia súc, gia cầm) được đem đi bán hoặc đem đi giết mổ, các tiêu bản động vật học, các loại động vật thí nghiệm; ngựa đua; các loại động vật nuôi và động vật hoang dã đang được cứu hộ hoặc đang trong quá trình chở đi tái định cư ở các khu bảo tồn động vật.

## Tổng quan

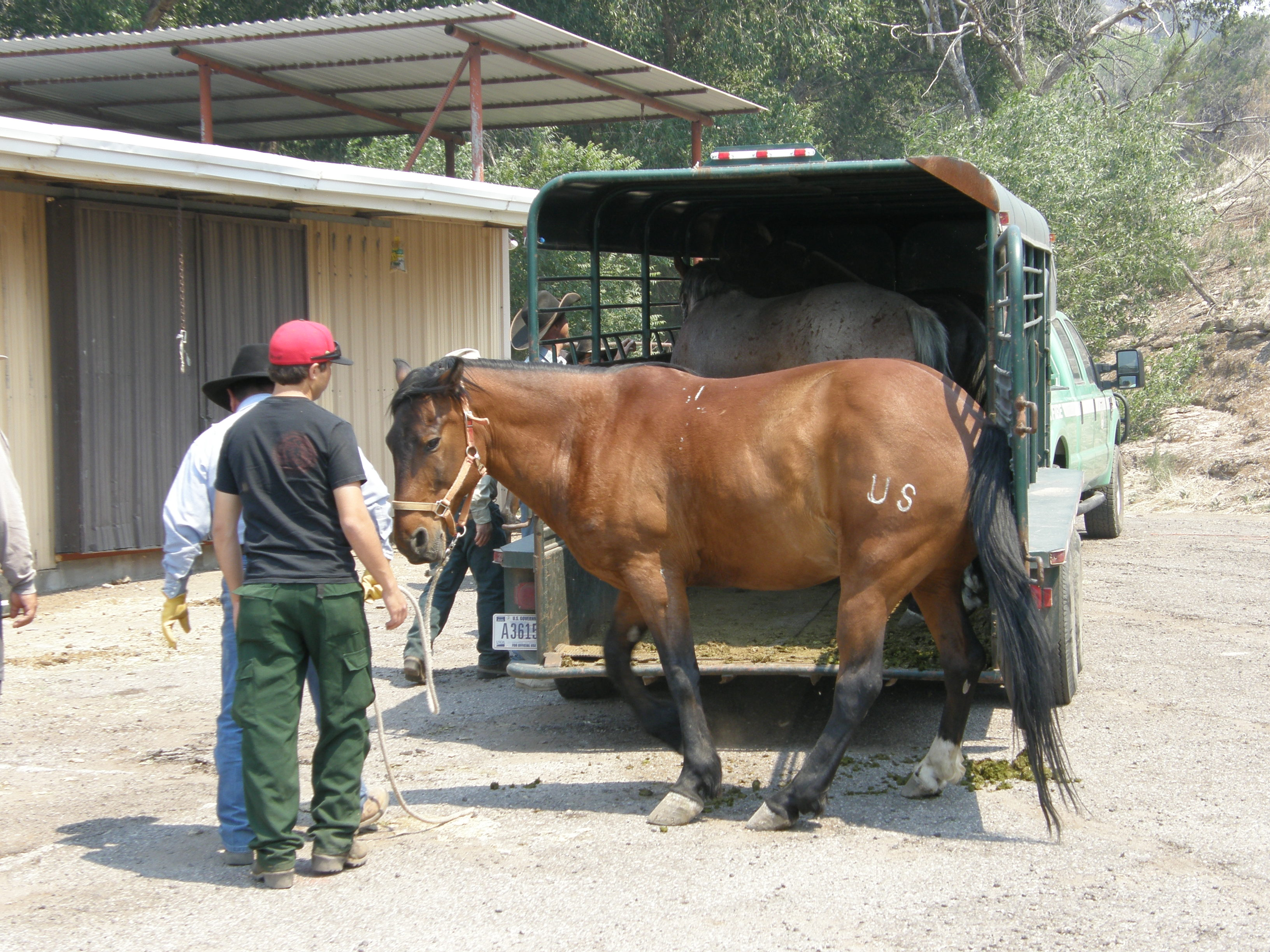
Vận chuyển một con la ở Mỹ

Gia súc được vận chuyển vì nhiều lý do, bao gồm cả việc đem đi giết mổ, đấu giá, chăn nuôi, triển lãm gia súc, cưỡi ngựa, hội chợ và chăn thả gia súc. Phương thức vận chuyển động vật rất khác nhau tùy vào từng loài, từng giống, tùy vào đặc tính của mỗi loài để đảm bảo sự an toàn và phòng chống dịch bệnh, đảm bảo vệ sinh môi trường. Vận chuyển gia súc gia cầm có những quy định nghiêm ngặt hơn so với các loại hàng thông thường. Bởi đây là mặt hàng sống, nếu không được kiểm soát chặt chẽ có thể gây ra những hậu quả lớn như lây lan bệnh dịch. Các loại gia súc gia cầm thường xuyên cần vận chuyển là trâu, bò, lợn, dê, cừu, gà, ngan, vịt, ngỗng, đà điểu, ngựa, lừa, cừu.
Phương tiện vận chuyển động vật trên bộ thông dụng nhất là xe ô tô (xe thùng) được sử dụng để vận chuyển động vật gia súc hoặc động vật không phải gia súc trên một quãng đường dài. Chúng có thể là phương tiện di chuyển, xe kéo, tàu hoặc thùng chứa được cải tiến đặc biệt. Trong khi một số phương tiện vận chuyển động vật như xe kéo ngựa chỉ chở được vài con, thì những con tàu hiện đại chuyên xuất khẩu động vật sống có thể chở hàng chục nghìn con, những con tàu chở gia súc là một con tàu lớn được sử dụng để phục vụ cho việc chuyên chở xuất khẩu cừu, gia súc và dê sống, chúng đặc biệt được đóng mới hoặc cải hoán từ tàu container (công-ten-nơ).

## Đường hàng không

### Quy chuẩn

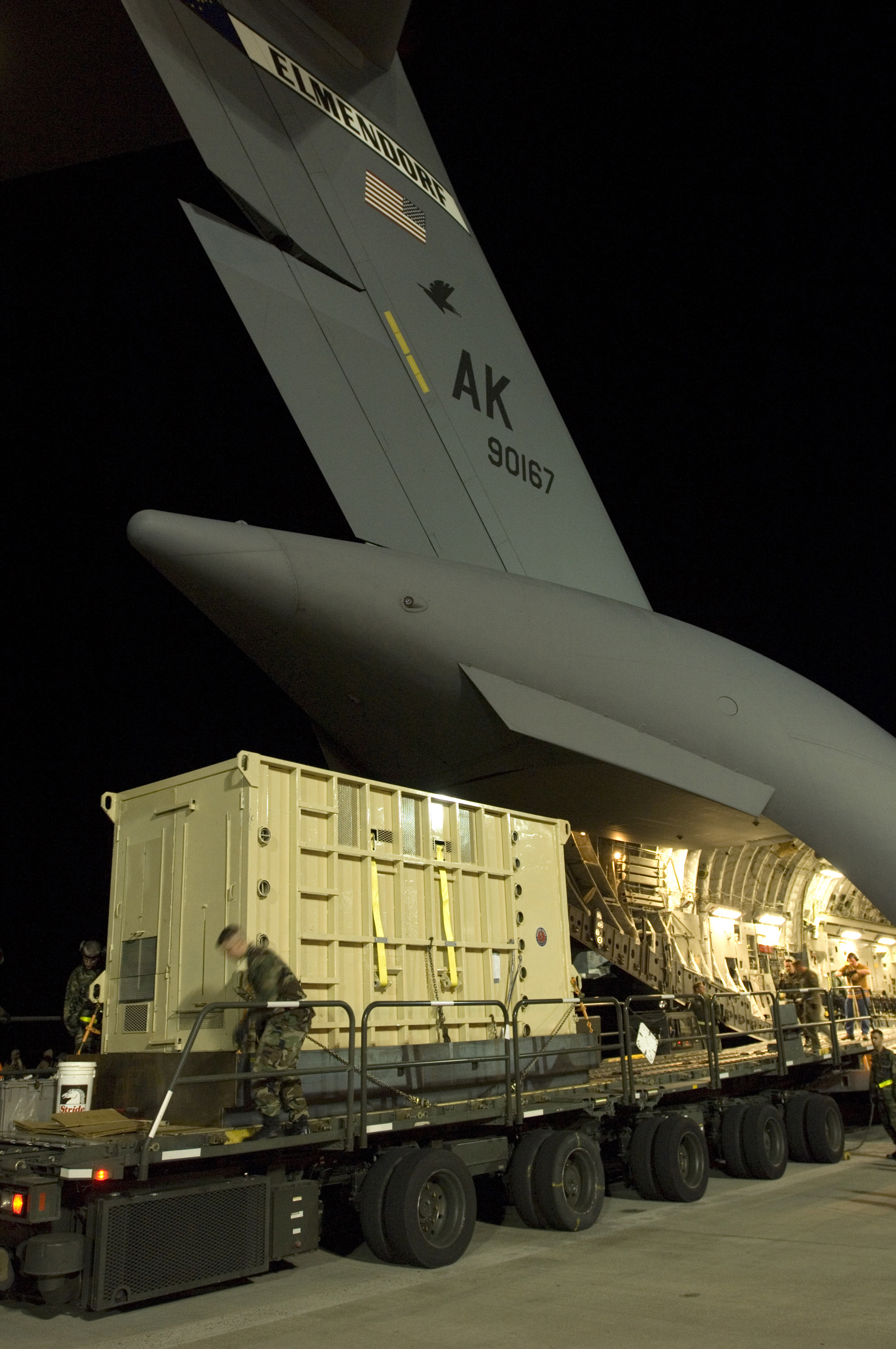
Vận chuyển voi bằng đường hàng không

Động vật cũng được vận chuyển bằng đường hàng không. Hiệp hội Vận tải hàng không quốc tế (IATA), việc vận chuyển động vật bằng đường hàng không đã bắt đầu từ những năm 1930 và đến nay vẫn được coi là phương thức vận chuyển đường dài nhân đạo nhất và thích hợp nhất. Việc vận chuyển động vật sống bằng máy bay, theo thời gian, được chuẩn hóa bằng những quy định cụ thể kèm theo. Các quy định về động vật sống (LAR) của IATA được coi là tiêu chuẩn toàn cầu về vận chuyển động vật sống bằng các chuyến bay thương mại. Cho dù đó là thú cưng, động vật được vận chuyển cho các vườn thú, phục vụ nông nghiệp hay bất cứ lý do nào khác, mục tiêu của LAR là để đảm bảo tất cả thú vật được vận chuyển an toàn và nhân đạo bằng đường không.
Đối với đường hàng không, hiện tại các chặng bay nội địa Việt Nam chỉ có Vietnam Airlines chấp nhận vận chuyển thú cưng. Còn các tuyến quốc tế thì tùy hành trình (điểm đến có chấp nhận không) và tùy hãng. Hãng American Airlines không nhận mèo trong hành trình hơn 12 tiếng. Hãng United Airlines bắt buộc hành khách phải gửi mèo riêng, không cho đi chung với chủ.Hãng Vietnam Airlines đồng ý vận chuyển mèo đi từ Thành phố Hồ Chí Minh đến Los Angeles (Mỹ). Sang đến Mỹ thì có Hãng Frontier Airlines vận chuyển chó, mèo từ Los Angeles đến Branson. khi vận chuyển bằng đường hàng không, chủ vật nuôi phải cung cấp giấy chứng nhận chích ngừa văcxin, giấy chứng nhận sức khỏe được cấp trong vòng 10 ngày trước chuyến bay (thú cưng có sức khỏe kém hay đang mang thai sẽ bị từ chối vận chuyển)
Tông thường, việc chấp nhận và phục vụ động vật sống của các hãng máy bay đều tuân thủ theo đúng Công ước về buôn bán quốc tế các loài động, thực vật hoang dã nguy cấp (CITES), Quy định vận chuyển động vật sống của IATA (LAR) và Quy định vận chuyển động vật sống của từng hãng. Động vật sống được chia thành năm loại khác nhau và mỗi loại sẽ có các điều kiện chấp nhận khác nhau như: Các phân nhóm động vật sống, Điều kiện chấp nhận động vật sống, Đóng gói, Dán nhãn và đánh dấu. Để đảm bảo tuân thủ đúng các yêu cầu và quy định có liên quan thì khách hàng cần xuất trình giấy chứng nhận kiểm dịch cho động vật sống.
Các loài động vật, sản phẩm động vật thuộc nhóm I, II, III trong danh mục của CITES (Công ước về Buôn bán Quốc tế các loài Động, thực vật Hoang dã nguy cấp) vận chuyển trên các chuyến bay quốc tế phải có giấy phép CITES đi kèm. Động vật không phải là gia súc gia cầm (thường là động vật hoang dã bị bắt hoặc nuôi trong các trại đặc biệt) vận chuyển trên các chuyến bay nội địa phải có giấy phép vận chuyển nội địa do Chi cục kiểm lâm tỉnh, thành phố trực thuộc Trung ương cấp. Ngoài việc hoàn thành Hướng dẫn của người gửi hàng (SLI), Người gửi hoặc đại lý phải cung cấp 2 bản Tờ khai gửi hàng động vật sống với đầy đủ các thông tin theo yêu cầu và có chữ ký xác nhận, ngoại trừ hàng thủy hải sản sống.

### Phản đối

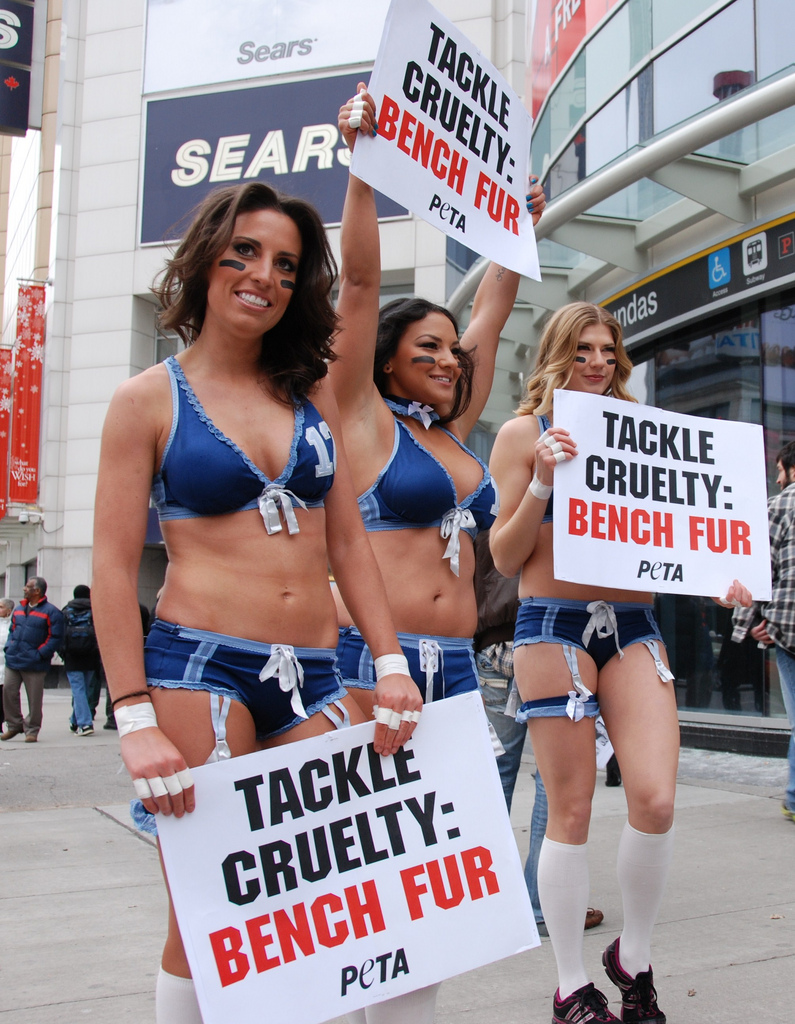
Các thành viên của tổ chức PETA đang phản đối

Một số tổ chức bảo vệ động vật lên án mạnh mẽ các hãng hàng không chở động vật sống cho các phòng thí nghiệm, nhiều năm qua các nhà hoạt động bảo vệ động vật đã có các chiến dịch kêu gọi các hãng hàng không ngưng việc vận chuyển động vật họ linh trưởng cho các phòng thí nghiệm. Theo Hội Chống giải phẫu sống động vật New English có trụ sở tại Mỹ (NEAVS) và Hội Những người ủng hộ đối xử đạo đức với động vật (PETA), đến nay nhiều hãng hàng không lớn đã từ chối vận chuyển linh trưởng cho các phòng thí nghiệm.
Nhưng việc này đã ảnh hưởng đến các phòng thí nghiệm và nhiều hãng hàng không lớn đứng trước sức ép phải ngưng vận chuyển động vật linh trưởng. Do vậy nhiều nhà khoa học đã đành phải nghĩ đến chuyện chuyển hoạt động sang các nước khác nhưng có rất ít quốc gia, ngoài châu Âu và Mỹ, có phòng thí nghiệm với cơ sở vật chất tốt. Một số thành viên của Tổ chức bảo vệ động vật Anh (BUAV) và Tổ chức chống bạo hành động vật (PETA) đã tổ chức phong trào phản đối các hãng hàng không có tham gia chuyên chở linh trưởng đến châu Âu cho mục đích thí nghiệm (Air France, China Southern Airlines, Philippines Airlines, Vietnam Airlines).
Trong đó có những lần BUAV và PETA tổ chức biểu tình phản đối trước văn phòng Vietnam Airlines tại Anh và Pháp. Năm 2013, Vietnam Airlines không vận chuyển trực tiếp khỉ sống tới Anh mà chỉ vận chuyển một số lô hàng khỉ sống từ Việt Nam tới Đức và Pháp, rồi một số lô được tiếp chuyển sang Anh trên hãng khác. Các lô hàng này khi vận chuyển đều tuân thủ các quy định quốc tế và các thủ tục, yêu cầu chặt chẽ khác của Việt Nam cũng như của nước sở tại. Dù việc vận chuyển động vật sống của hãng luôn tuân thủ các quy định quốc tế, nhưng Vietnam Airlines sẽ từ chối vận chuyển linh trưởng cho mục đích thí nghiệm.

## Ở Việt Nam

### Với thú nuôi
Ở Việt Nam, Luật giao thông đường bộ 2008 quy định, tùy theo loài động vật sống, người kinh doanh vận tải yêu cầu người thuê vận tải bố trí người áp tải để chăm sóc trong quá trình vận tải. Người thuê vận tải chịu trách nhiệm về việc xếp, dỡ động vật sống theo hướng dẫn của người kinh doanh vận tải; trường hợp người thuê vận tải không thực hiện được thì phải trả cước, phí xếp, dỡ cho người kinh doanh vận tải. Việc vận chuyển động vật sống trên đường phải tuân theo quy định của pháp luật về vệ sinh, phòng dịch và bảo vệ môi trường.
Luật giao thông đường bộ 2008 quy định nghiêm cấm việc chở hàng nguy hiểm, hàng có mùi hôi thối hoặc động vật, hàng hóa khác có ảnh hưởng đến sức khỏe của hành khách. Mặc dù luật không quy định rõ các loài động vật nào có thể gây ảnh hưởng đến sức khỏe của hành khách, nhưng có thể hiểu chó và mèo cũng được xem là động vật và có thể gây ảnh hưởng đến sức khỏe của mọi người vì trong cơ thể chúng chứa những loại bệnh như bệnh dại. Ngoài ra, những móng vuốt sắc nhọn của mèo không chỉ gây tổn thương mà còn đem theo những mầm bệnh nguy hiểm, ngoài ra ở Việt Nam có từ 5-7% người bị dị ứng lông chó mèo, thường gặp ở những người mắc hen, viêm mũi dị ứng, nổi mề đay.
Đối với vận chuyển bằng đường sắt, theo quy định tại điều 68 Luật đường sắt: Việc vận tải động vật sống trên đường sắt phải tuân theo các quy định về vệ sinh, phòng dịch, bảo vệ môi trường và các quy định về vận tải hàng hóa trên đường sắt. Vì vậy khi muốn vận chuyển thú cưng bằng đường sắt cần đảm bảo không bị dịch bệnh, tiêm ngừa văcxin đầy đủ. Ngoài ra theo quy định về việc vận tải hành khách, hành lý, bao gửi trên tuyến đường sắt quốc gia thì hành lý xách tay được mang theo là động vật sống (trừ chó cảnh, mèo, chim, cá cảnh) nhưng phải có trang bị thích hợp để giữ gìn vệ sinh, không gây ảnh hưởng tới người xung quanh.

### Với vật nuôi

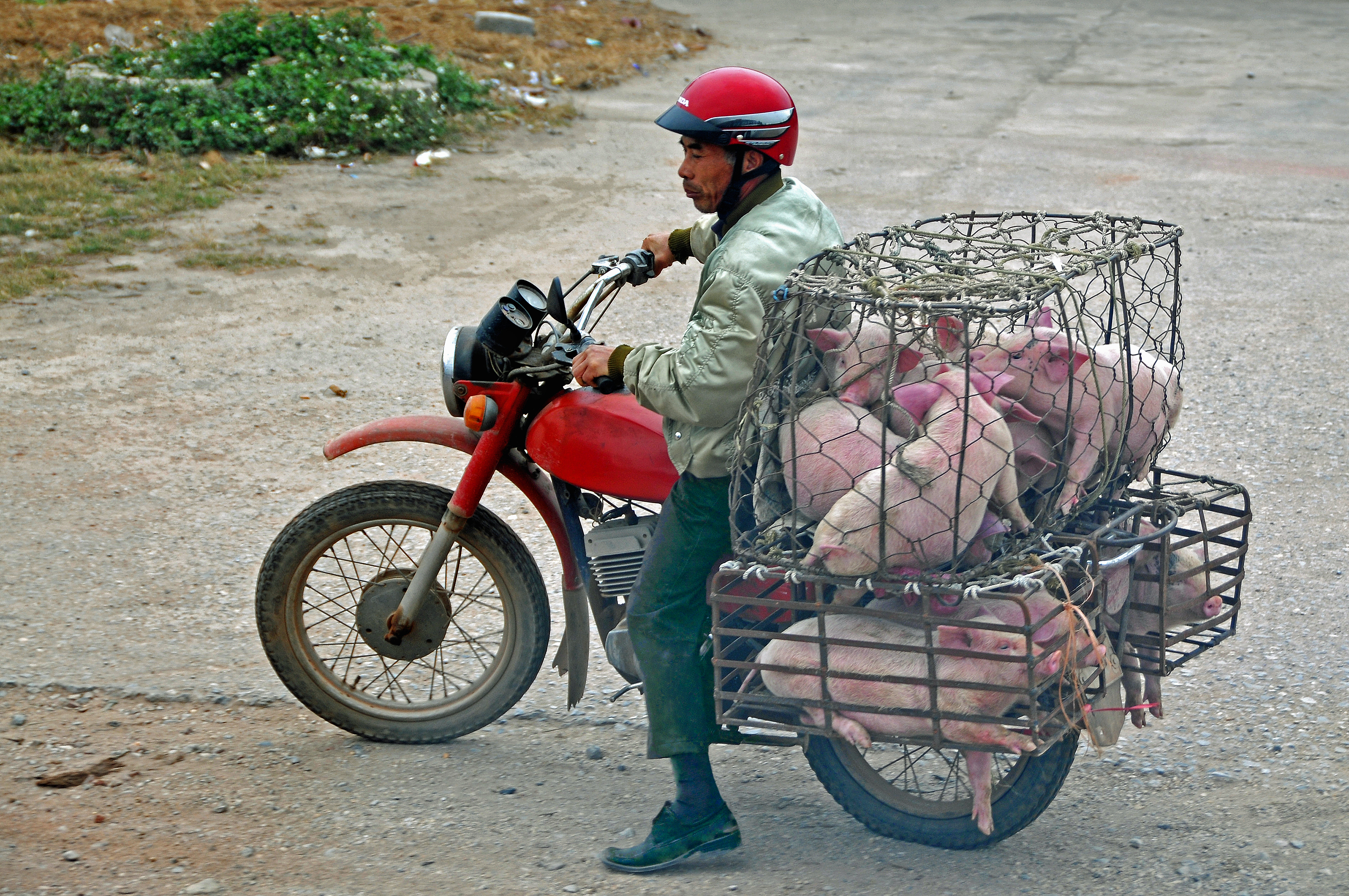
Vận chuyển lợn không đảm bảo đúng điều kiện

Ở Việt Nam có nguy cơ bùng phát các dịch bệnh trên gia súc, gia cầm như bệnh dịch tả lợn Châu Phi, heo tai xanh, bệnh cúm gia cầm A/H5N6, A/H5N1; bệnh lở mồm long móng gia súc. Trong khi đó nhu cầu vận chuyển, giết mổ gia súc, gia cầm tiêu thụ phục vụ các lễ hội đầu năm tăng cao. Việc nuôi mới tái đàn lợn, đàn gia cầm tăng cao, trong khi đó, điều kiện tái đàn của hộ chăn nuôi chưa thực sự đảm bảo yêu cầu an toàn sinh học, nhu cầu vận chuyển lợn giống, gia cầm giống lớn nên nguy cơ dịch bệnh lây nhiễm phát sinh, lây lan trên đàn gia súc, gia cầm là rất lớn.
Hằng ngày, vào những khung giờ cố định thường bắt gặp việc vận chuyển lợn đã giết mổ không che chắn, không có thùng bảo quản, bất chấp sự kiểm soát của cơ quan chức năng, đến các chợ dân sinh tiêu thụ. Điều này vừa gây mất vệ sinh, mỹ quan đô thị mà còn khiến thịt lợn bị nhiễm vi sinh, vi khuẩn, giảm chất lượng và lây lan vi rút gây bệnh ra môi trường. Trên những con đường quốc lộ, tỉnh lộ, hương lộ ở Việt Nam không có để bắt gặp những cảnh phóng uế của các loài vật nuôi vương vãi ra đường.
Các lực lượng chức năng và chính quyền các địa phương thường tăng cường công tác kiểm tra, kiểm soát việc vận chuyển động vật và sản phẩm động vật ra vào địa bàn, đặc biệt là gia cầm và sản phẩm gia cầm nhập lậu, không rõ nguồn gốc xuất xứ, để phát hiện và xử lý những tổ chức, cá nhân kinh doanh, vận chuyển động vật, sản phẩm động vật, ấp nở gia cầm vi phạm quy định về phòng chống dịch bệnh, kiểm dịch động vật; ngăn chặn mầm bệnh nguy hiểm lây lan vào đàn vật nuôi, những trường hợp vận chuyển, kinh doanh động vật, sản phẩm động vật nhập lậu, không rõ nguồn gốc, việc kiểm soát hoạt động vận chuyển và giết mổ trái phép gia súc, gia cầm là bài toán khó.

## Các quy định
Hiện nay ở Việt Nam có các quy định khá chặt chẽ về việc vận chuyển gia súc, gia cầm.

### Nhập tỉnh

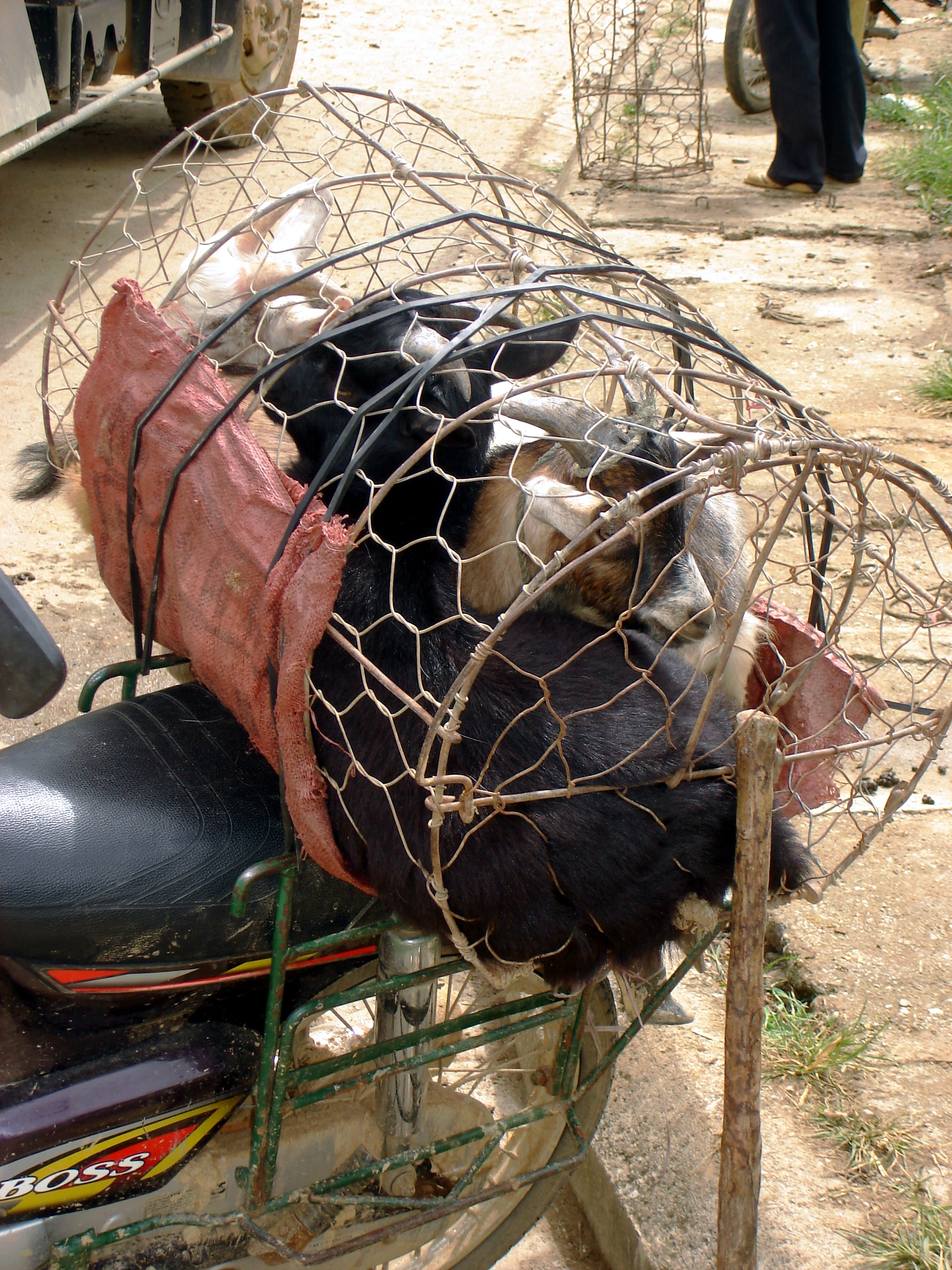
Vận chuyển dê bằng xe máy ở Việt Nam

Trường hợp gia súc, gia cầm nhập vào địa bàn tỉnh, thành phố:
- Phải có giấy chứng nhận kiểm dịch theo quy định và được xác nhận phúc kiểm (tái kiểm tra) tại các Trạm Kiểm dịch động vật đầu mối giao thông.
- Trong trường hợp cơ quan chức năng có hướng dẫn, quy định cụ thể về tuyến đường vận chuyển thì phải thực hiện việc vận chuyển gia súc, gia cầm và sản phẩm gia súc, gia cầm theo đúng tuyến đường đã quy định.
- Đối với gia súc, gia cầm dùng để giết thịt: Khi vận chuyển đến các cơ sở giết mổ tập trung phải thông báo cho Trạm Thú y địa phương biết để kiểm tra, tháo niêm phong trước khi nhập vào cơ sở giết mổ.
- Đối với gia súc, gia cầm dùng để chăn nuôi, làm con giống: Khi đến cơ sở chăn nuôi phải thông báo cho cơ quan Thú y địa phương biết để kiểm tra, tháo niêm phong, theo dõi và hướng dẫn các biện pháp cách ly, nhập đàn phòng dịch bệnh.

### Rời tỉnh
Trường hợp vận chuyển gia súc, gia cầm ra khỏi địa bàn cấp huyện trong phạm vi tỉnh, thành phố:
- Phải có giấy chứng nhận kiểm dịch vận chuyển của cơ quan Thú y nơi xuất phát theo quy định; bắt buộc phải có Giấy chứng nhận kiểm dịch động vật, sản phẩm động vật do cơ quan thú y cấp tỉnh nơi xuất phát lô hàng cấp và thực hiện việc đóng dấu kiểm soát giết mổ lên thân thịt gia súc, gia cầm hoặc dán tem vệ sinh thú y, đánh dấu bao bì đã kiểm tra vệ sinh thú y.
- Đối với gia súc, gia cầm dùng để giết thịt: Khi vận chuyển đến các cơ sở giết mổ tập trung, chủ cơ sở phải báo ngay cho nhân viên thú y được phân công phụ trách kiểm soát giết mổ biết để kiểm tra.
- Đối với gia súc, gia cầm dùng để chăn nuôi, làm giống: Khi đến cơ sở chăn nuôi phải thông báo cho cán bộ phụ trách thú y cấp xã để được kiểm tra, theo dõi và hướng dẫn các biện pháp cách ly, nhập đàn.

### Nội tỉnh
Trường hợp vận chuyển, kinh doanh thịt gia súc, gia cầm trong nội bộ tỉnh, thành phố thì Không cần Giấy phép kiểm dịch động vật đi kèm lô hàng, tuy nhiên cần lập sổ sách, ghi chép, lưu giữ thông tin để truy xuất nguồn gốc động vật, sản phẩm động vật, đồng thời khai báo với cán bộ thú y cơ sở (cấp huyện) đúng số lượng, cân nặng lô hàng động vật trước khi vận chuyển và thực hiện việc đóng dấu kiểm soát giết mổ lên thân thịt gia súc, gia cầm hoặc dán tem vệ sinh thú y, đánh dấu bao bì đã kiểm tra vệ sinh thú y.  

### Trách nhiệm

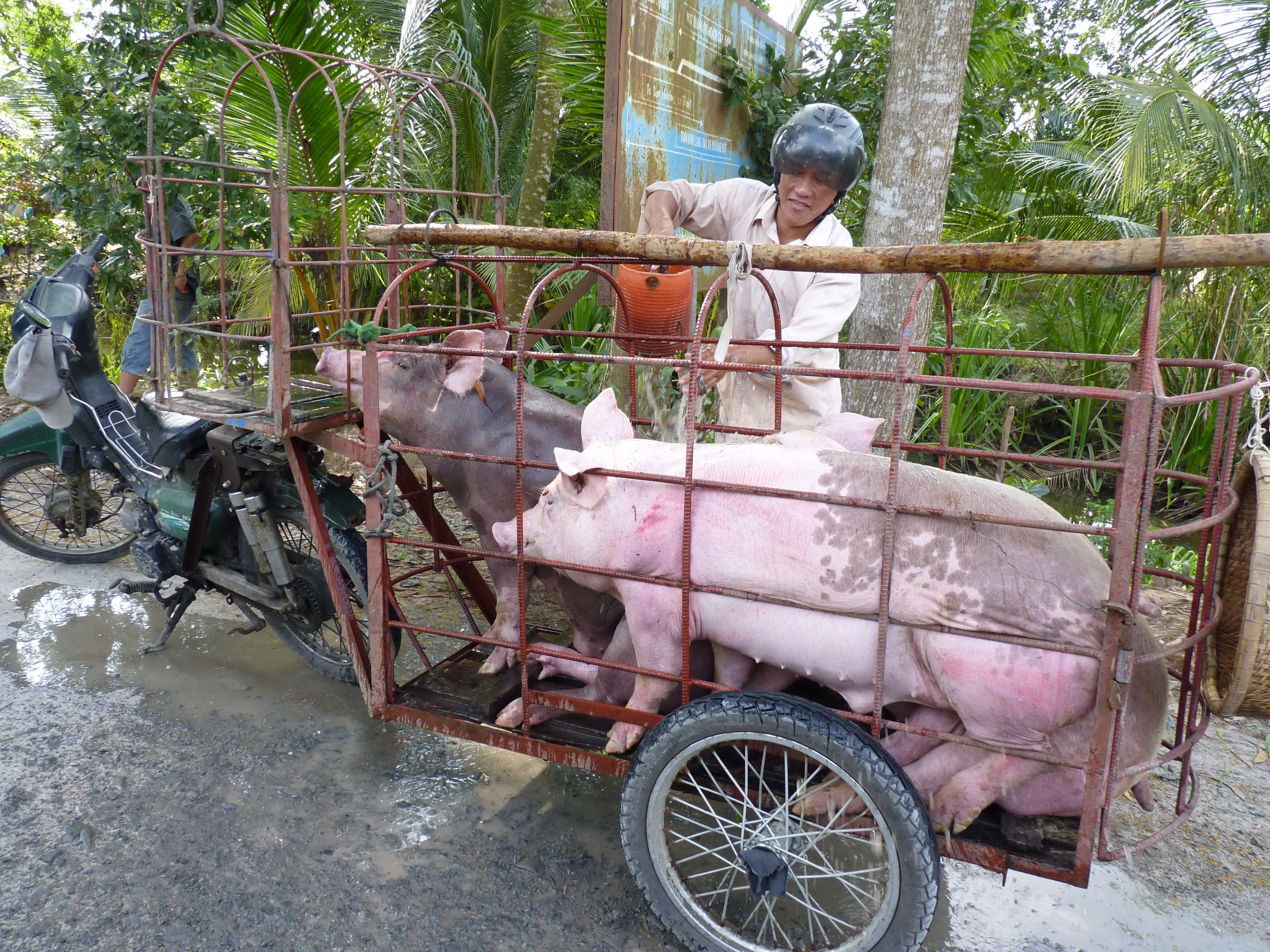
Vận chuyển lợn bằng xe chuyên dụng ở Bình Phú, Cai Lậy, Tiền Giang

Trách nhiệm của chủ gia súc, gia cầm và chủ phương tiện vận chuyển là phải chấp hành các quy định về kiểm dịch vận chuyển của cơ quan thú y, thực hiện nộp đầy đủ phí và lệ phí, phải chịu trách nhiệm về hàng hóa vận chuyển (gồm: Nguồn gốc, chất lượng, số lượng, khối lượng, chủng loại), sử dụng phương tiện vận chuyển chuyên dùng để vận chuyển gia súc, gia cầm và sản phẩm của gia súc, gia cầm.
Trường hợp trốn tránh kiểm tra thú y khi vận chuyển nội tỉnh, không thực hiện việc đóng dấu kiểm soát giết mổ lên thân thịt gia súc, gia cầm hoặc dán tem vệ sinh thú y, đánh dấu bao bì đã kiểm tra vệ sinh thú y sẽ bị xử phạt vi phạm hành chính trong lĩnh vực thú y như sẽ bị phạt tiền từ 60-70% giá trị sản phẩm động vật đối với hành vi vận chuyển, kinh doanh thịt gia súc, gia cầm và các sản phẩm từ gia súc, gia cầm không có dấu kiểm soát giết mổ, tem vệ sinh thú y, bao bì đánh dấu đã qua kiểm tra vệ sinh thú y. Biện pháp khắc phục là buộc phải kiểm tra vệ sinh thú y sản phẩm động vật. Trong trường hợp kiểm tra vệ sinh thú y không đạt yêu cầu buộc phải tiêu hủy hoặc xử lý nhiệt chuyển đổi mục đích sử dụng.
Trường hợp trốn tránh kiểm tra thú y khi vận chuyển rời khỏi, không thực hiện việc đóng dấu kiểm soát lên thân thịt gia súc, gia cầm hoặc dán tem vệ sinh thú y, đánh dấu bao bì đã kiểm tra vệ sinh thú y, ngoài việc bị xử phạt vi phạm hành chính đối với lô hàng, còn bị phạt tiền từ 6-8 triệu đồng đối với hành vi không có Giấy chứng nhận kiểm dịch động vật, sản phẩm động vật. Rồi còn bị uộc kiểm dịch lại động vật, sản phẩm động vật. Buộc tiêu hủy trong trường hợp kiểm dịch lại phát hiện động vật mắc bệnh hoặc sản phẩm động vật mang mầm bệnh truyền nhiễm nguy hiểm thuộc danh mục bệnh động vật phải công bố dịch.

### Điều kiện

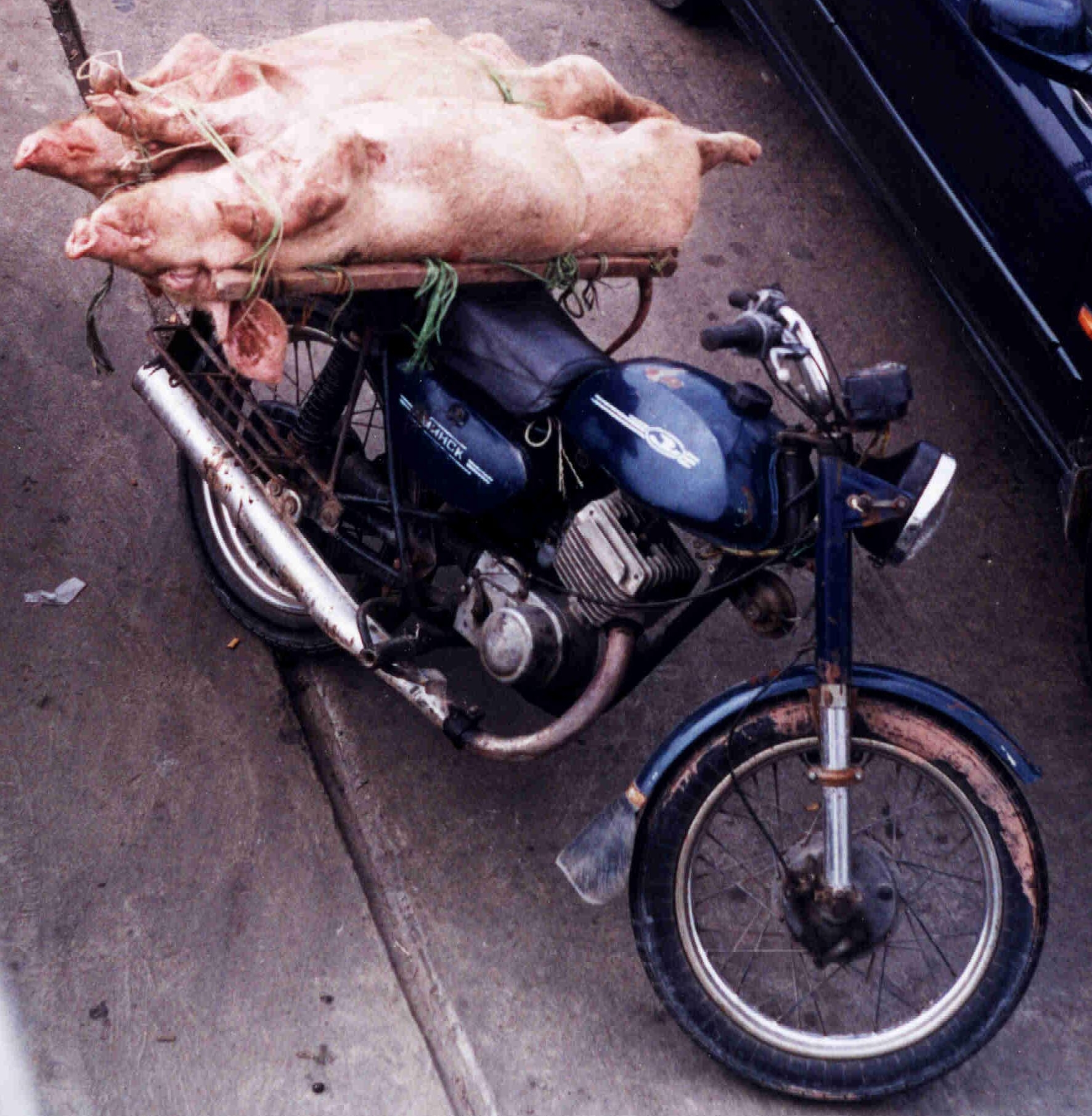
Dùng xe thô sơ vận chuyển lợn không đảm bảo điều kiện

Điều kiện đối với phương tiện vận chuyển gia súc, gia cầm là phải đáp ứng yêu cầu về khoang chứa động vật: Phải được thiết kế, chế tạo chắc chắn, an toàn và phù hợp với việc vận chuyển động vật nhằm bảo vệ động vật trong suốt quá trình vận chuyển, có kết cấu thuận tiện cho việc bốc dỡ, kiểm tra, xử lý, vệ sinh, tiêu độc khử trùng, trước, trong và sau quá trình vận chuyển. Sàn xe vận chuyển phải được làm bằng vật liệu chắc chắn, chống thấm, chống sự ăn mòn của các chất thải, chất tẩy rửa, mặt sàn đảm bảo kín, bằng phẳng, không trơn trượt và thiết kế có khả năng thoát nước tốt.
Chiều cao của thành khoang chứa đảm bảo bảo vệ được động vật, gia súc, gia cầm không thoát ra ngoài trong quá trình vận chuyển. Khoang chứa động vật phải tách biệt với khoang chứa người điều khiển phương tiện. Khoang chứa động vật thoáng khí được thiết kế chắc chắn, an toàn và phù hợp với việc vận chuyển động vật. Có kết cấu thuận tiện cho việc bốc dỡ, vệ sinh, trước, trong và sau khi vận chuyển. Sàn xe phải được làm chắc chắn, chống thấm, chống sự ăn mòn của chất tẩy rửa, mặt sàn phải đảm bảo kín, không trơn trượt và có thiết kế thoát nước.
Yêu cầu về việc che chắn: Mui, bạt được sử dụng để hạn chế những ảnh hưởng bất lợi của thời tiết khắc nghiệt và các yếu tố ngoại cảnh đối với động vật. Hạn chế ảnh hưởng của thời tiết khắc nghiệt bằng cách che chắn mui bạt. Phải được làm từ vật liệu không thấm nước. Phải có khoảng cách nhất định với động vật đảm bảo cho động vật đứng được ở vị trí tự nhiên trong quá trình vận chuyển. Yêu cầu về việc thông khí: Phải đảm bảo sự thông khí đầy đủ, liên tục tới toàn bộ vị trí nhốt giữ động vật trong quá trình vận chuyển. Xe vận chuyển gia súc gia cầm phải đảm bảo không khí đầy đủ trong toàn bộ vị trí nhốt động vật.
Đối với phương tiện vận chuyển kín, hệ thống thông khí có thể điều chỉnh tùy theo điều kiện thời tiết bên ngoài. Một số loại xe đảm bảo đáp ứng được các yêu cầu trên và chuyên dùng để vận chuyển động vật là:
- Đối với gia súc: Xe tải 2 sàn dùng để vận chuyển các loại gia súc lớn (Đại gia súc) như trâu, bò, lừa, ngựa, lợn. Xe tải 3 sàn dùng vận chuyển những loại gia súc bé hơn (tiểu gia súc) như: dê, cừu, chó, mèo, thỏ.
- Đối với gia cầm: được vận chuyển trên các xe tải có thùng xe thoáng khí, thường được nhốt vào các lồng nhựa, xếp chồng lên nhau.